# Sistema de señalización No. 6
El sistema de señalización No. 6 (SS6) se introdujo en la década de 1970 como uno de los primeros mñetodos de señalización por canal común para troncos de telecomunicaciones entre centros de conmutación internacionales (ISCs). Se especifica en las recomendaciones CCITT Q.251-Q.300.
El sistema tenía aplicaciones limitadas, ya que en ese momento los sistema predecesores, el Sistema de señalización No. 5 (C5 y C4), se utilizaban ampliamente, pero era necesario experimentar el funcionamiento del canal común sobre una base digital rápida.